# Prova masculina de Sabre per equips als JJOO París 2024
La prova masculina de Sabre per equips als Jocs Olímpics de París 2024 serà la 26a edició de l'esdeveniment masculí en unes Olimpíades. La prova es disputarà el 31 de juliol del 2024 al Grand Palais de la capital francesa.
L'equip de Corea del Sud és l'actual campió de la disciplina olímpica després de guanyar l'or als Jocs Olímpics de Tòquio 2020, en vèncer 45 - 26 a la final, a la selecció d'Itàlia. La selecció d'Hongria va aconseguir la medalla de bronze, després de guanyar 45 - 40 a l'equip d'Alemanya. L'equip coreà ha guanyat les dues últimes edicions de la prova a les Olimpíades de Londres 2012 i Tòquio 2020.
L'equip d'Hongria, és amb diferència la selecció més guardonada, amb 10 medalles d'or, 3 medalles de plata i 4 medalles bronze, en les 25 edicions que la prova de Sabre per equips masculina ha estat present als Jocs Olímpics.

## Format
Tots els equips classificats, entraran en un sorteig amb caps de sèrie i es realitzaran els quadres d'eliminatòries. L'equip que guanyi, passarà l'eliminatòria i el què perdi entrarà en una eliminatòria amb la resta d'equips que hagin perdut, per decidir la posició final. Els dos equips que guanyin la semifinal, disputaran la final, que decidirà la medalla d'or i la medalla de plata i els perdedors jugaran entre ells per guanyar la medalla de bronze.
Cada equip comptarà amb 3 esgrimistes que participaran en 2 rondes no consecutives en cada combat. Es jugaran 9 rondes de 3 minuts o fins al primer que arribi a 5 tocs. El guanyador serà l'equip que primer arribi als 45 tocs totals o que tingui més tocs un cop s'acabin les 9 rondes.

## Classificació
8 equips s'han classificat per la prova masculina de Floret per equips. Les seleccions han estat classificades mitjançant el rànquing d'equips sènior oficial de la Federació Internacional d'Esgrima (FIE) que es va tancar l'1 d'abril de 2024. Els 4 primers equips del rànquing han estat, per aquest ordre, Corea del Sud, Estats Units, Hongria i França. Després, cada una de les 4 zones geogràfiques que tingués un equip entre la 5a i la 16a posició també ha classificat una selecció. Així doncs, Itàlia (5a posició) per Europa, Iran (7a posició) per Àsia-Oceania, Egipte (8a posició) per Àfrica i el Canadà (10a posició) per Amèrica, completaran el torneig.
| Esdeveniment                                           | Places | País          |
| ------------------------------------------------------ | ------ | ------------- |
| 4 primers del rànquing d'equips FIE                    | 4      | Corea del Sud |
| 4 primers del rànquing d'equips FIE                    | 4      | Estats Units  |
| 4 primers del rànquing d'equips FIE                    | 4      | Hongria       |
| 4 primers del rànquing d'equips FIE                    | 4      | França        |
| Millor equip d'Àfrica entre les posicions 5 - 16       | 1      | Egipte        |
| Millor equip d'Àsia-Oceania entre les posicions 5 - 16 | 1      | Iran          |
| Millor equip d'Amèrica entre les posicions 5 - 16      | 1      | Canadà        |
| Millor equip d'Europa entre les posicions 5 - 16       | 1      | Itàlia        |

## Medaller històric
| Posició | País           | Or | Argent | Bronze | Total |
| ------- | -------------- | -- | ------ | ------ | ----- |
| 1       | Hongria        | 10 | 3      | 4      | 17    |
| 2       | Itàlia         | 4  | 12     | 5      | 21    |
| 3       | URSS           | 4  | 2      | 1      | 7     |
| 4       | França         | 2  | 3      | 2      | 7     |
| 5       | Rússia         | 2  | 0      | 1      | 2     |
| 6       | Corea del Sud  | 2  | 0      | 0      | 2     |
| 7       | Equip unificat | 1  | 0      | 0      | 1     |
| 8       | Polònia        | 0  | 2      | 3      | 5     |
| 9       | Romania        | 0  | 1      | 2      | 3     |
| 10      | Estats Units   | 0  | 1      | 1      | 2     |
| 11      | Àustria        | 0  | 1      | 0      | 1     |
| 12      | Països Baixos  | 0  | 0      | 3      | 3     |
| 13      | Alemanya       | 0  | 0      | 1      | 1     |
| 13      | Alemanya nazi  | 0  | 0      | 1      | 1     |
| 13      | Bohèmia        | 0  | 0      | 1      | 1     |